# Hemerophila
Hemerophila là một chi bướm đêm thuộc họ Choreutidae.

## Các loài
- Hemerophila albertiana (Cramer, 1781)
- Hemerophila arcigera (Felder & Rogenhofer, 1875)
- Hemerophila diva (Riley, 1889)
- Hemerophila felis Walsingham, 1914
- Hemerophila houttuinialis (Cramer, 1782)
- Hemerophila milliaria (Meyrick, 1922)
- Hemerophila musicosema (Meyrick, 1926)
- Hemerophila orinympha (Meyrick, 1926)
- Hemerophila triacmias (Meyrick, 1926)

## Các loài trước đây
- Hemerophila biferana (Walker, 1863)
- Hemerophila bigerana (Walker, 1863)
- Hemerophila canofusana (Walker, 1863)
- Hemerophila chorica (Meyrick, 1926)
- Hemerophila cinctipes (Felder & Rogenhofer, 1875)
- Hemerophila contrariana (Walker, 1863)
- Hemerophila contubernalis (Zeller, 1877)
- Hemerophila dyari Busck, 1900
- Hemerophila gradella Walsingham, 1914
- Hemerophila immarginata Walsingham, 1914
- Hemerophila laciniosella Busck, 1914
- Hemerophila merratella Busck, 1914
- Hemerophila ophiodesma (Meyrick, 1915)
- Hemerophila rimulalis (Zeller, 1875)
- Hemerophila scenophora (Meyrick, 1922)
- Hemerophila tristis (Felder & Rogenhofer, 1875)
- Hemerophila velatana (Walker, 1863)
- Hemerophila xutholopa Walsingham, 1914

## Hình ảnh

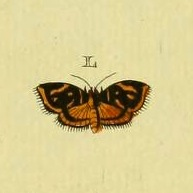